# Sonnwendgasse
Die Sonnwendgasse befindet sich im 10. Wiener Gemeindebezirk, Favoriten. Sie wurde 1864 (damals noch zum 4. Wiener Gemeindebezirk Wieden gehörig) nach den am 21. Juni abgehaltenen Sonnwendfeiern benannt. 1870 erfolgte eine Verlängerung. Seit 1874 gehört die Sonnwendgasse zum damals neugeschaffenen 10. Bezirk.

## Lage und Charakteristik

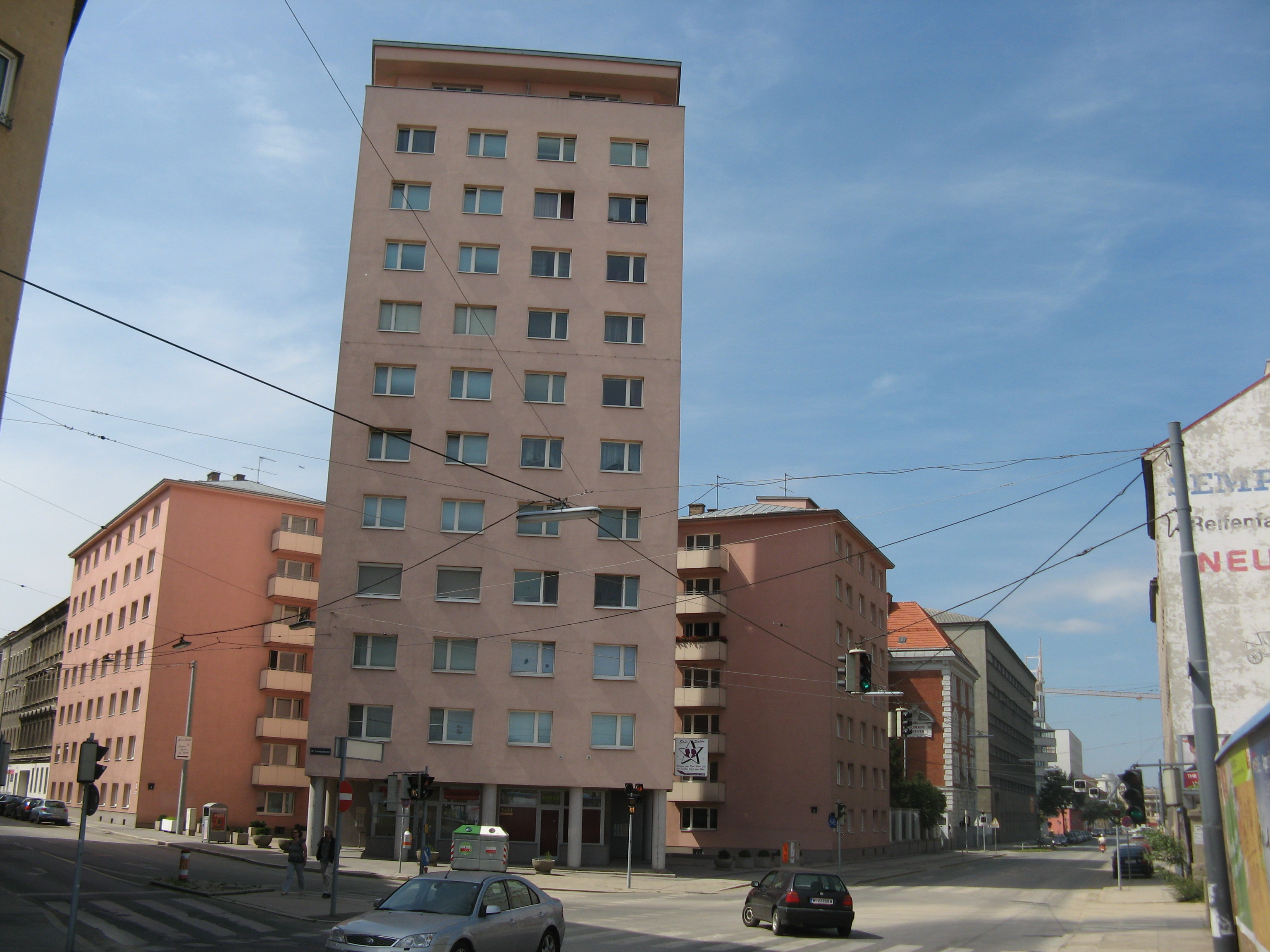
Blick in die Sonnwendgasse (rechts) bei der Einmündung der Landgutgasse

Die Sonnwendgasse verläuft in unmittelbarer Nachbarschaft zum 2012 teilweise und 2015 komplett eröffneten neuen Hauptbahnhof und zum früheren Südbahnhofgelände, das seit 2010 zu zwei neuen Stadtteilen umgestaltet wird, dem Quartier Belvedere nördlich und dem Sonnwendviertel südlich der Alfred-Adler-Straße.
Die Sonnwendgasse beginnt nahe der nördlichen Bezirksgrenze Favoritens an der Favoritenstraße bei der Trasse der die Straße überquerenden Südbahn. Der neue Wiener Hauptbahnhof wurde dort seit 2009 direkt östlich der Gasse errichtet. Von dort her münden die Gertrude-Fröhlich-Sandner-Straße und die Alfred-Adler-Straße, die den neuen Bahnhof unterqueren, in die Sonnwendgasse. Vom Hauptbahnhof verläuft sie in südöstlicher Richtung, ehe sie nach der Einmündung der Landgutgasse und der Alfred-Adler-Straße nach Süden biegt und mit einer platzartigen begrünten Erweiterung an der Ost-West-Verbindung Gudrunstraße endet.
Die Gasse ist Teil der Umleitung um die dort als Fußgängerzone gestaltete Favoritenstraße, die für den Durchzugsverkehr in Favoriten erst vom Reumannplatz südwärts befahrbar ist. Außerdem verläuft neben der Fahrbahn über die ganze Länge der Gasse ein Radweg. Auf der Sonnwendgasse fahren keine öffentlichen Verkehrsmittel der Wiener Linien, jedoch regionale Postbusse der Linien 264 (nach Mödling) und 267 (nach Laxenburg).
Die Verbauung erfolgte auf der westlichen Straßenseite vorwiegend mit Wohnhäusern aus der Nachkriegszeit, im nördlichen Teil mit Bauten aus der Zeit um 2000, unter anderem mit einem Hotel; außerdem befinden sich hier ein Umspannwerk (Architekturdenkmal) und die Hauptfeuerwache Favoriten. Auf der östlichen Seite grenzte die Sonnwendgasse bis zum Beginn der Bauarbeiten an den beiden neuen Stadtvierteln mit Ausnahme der kurzen Rieplstraße ausschließlich an Bahngelände, vor allem an den ausgedehnten, 2009 abgesiedelten Frachtenbahnhof des Südbahnhofs. In der ersten Ausbaustufe der statt des alten Bahnhofsgeländes entstehenden Stadtteile, im Norden das Quartier Belvedere, südlich der Alfred-Adler-Straße das Sonnwendviertel, wurden in diesem Häuser mit 1160 Wohnungen gebaut. Die Sonnwendgasse erhielt sukzessive nach Osten führende Gassen zur Zufahrt in den neuen Stadtteil. Die Alfred-Adler-Straße wurde als Fortsetzung der Landgutgasse durch einen Tunnel unter der neuen Bahntrasse mit der Ghegastraße vor dem Arsenal im 3. Bezirk verbunden. Am südlichen Ende der Sonnwendgasse, bei der Gudrunstraße 110, wurde 2014 der Bildungscampus Sonnwendviertel in Betrieb genommen.

## Verbauung
An der (nord)östlichen Gassenseite zweigt wenige Meter von der Favoritenstraße entfernt der neue Vorplatz Am Hauptbahnhof ab, der parallel zur südlichen Längsseite des neuen Bahnhofes bis zur Gertrude-Fröhlich-Sandner-Straße verläuft. Diese mündet gegenüber der Ecke zur Reisingergasse in die Sonnwendgasse. Gegenüber dem Umspannwerk Favoriten wurden im Anschluss an den Altbestand in der Rieplstraße Neubauten errichtet.

### Nr. 10 und 12: Umspannwerk Favoriten
Das Umspannwerk Favoriten ist einer der bemerkenswertesten Industriebauten des Bezirks. Es wurde in den Jahren 1929 bis 1931 von Eugen Kastner und Fritz Waage erbaut. Die für Wien ungewöhnliche Formgebung geht möglicherweise auf sowjetische Vorbilder zurück. Charakteristisch ist der Wechsel von rechtwinkeligen und runden Baukörpern auf dem spitz zulaufenden dreieckigen Grundstück zwischen Sonnwendgasse und Humboldtgasse, der dem Bauwerk monumentale Wirkung verleiht. Außerdem wird die Horizontale durch Fensterbänder und Profile betont und verstärkt. Das Umspannwerk Favoriten wird von Wien Energie betrieben.

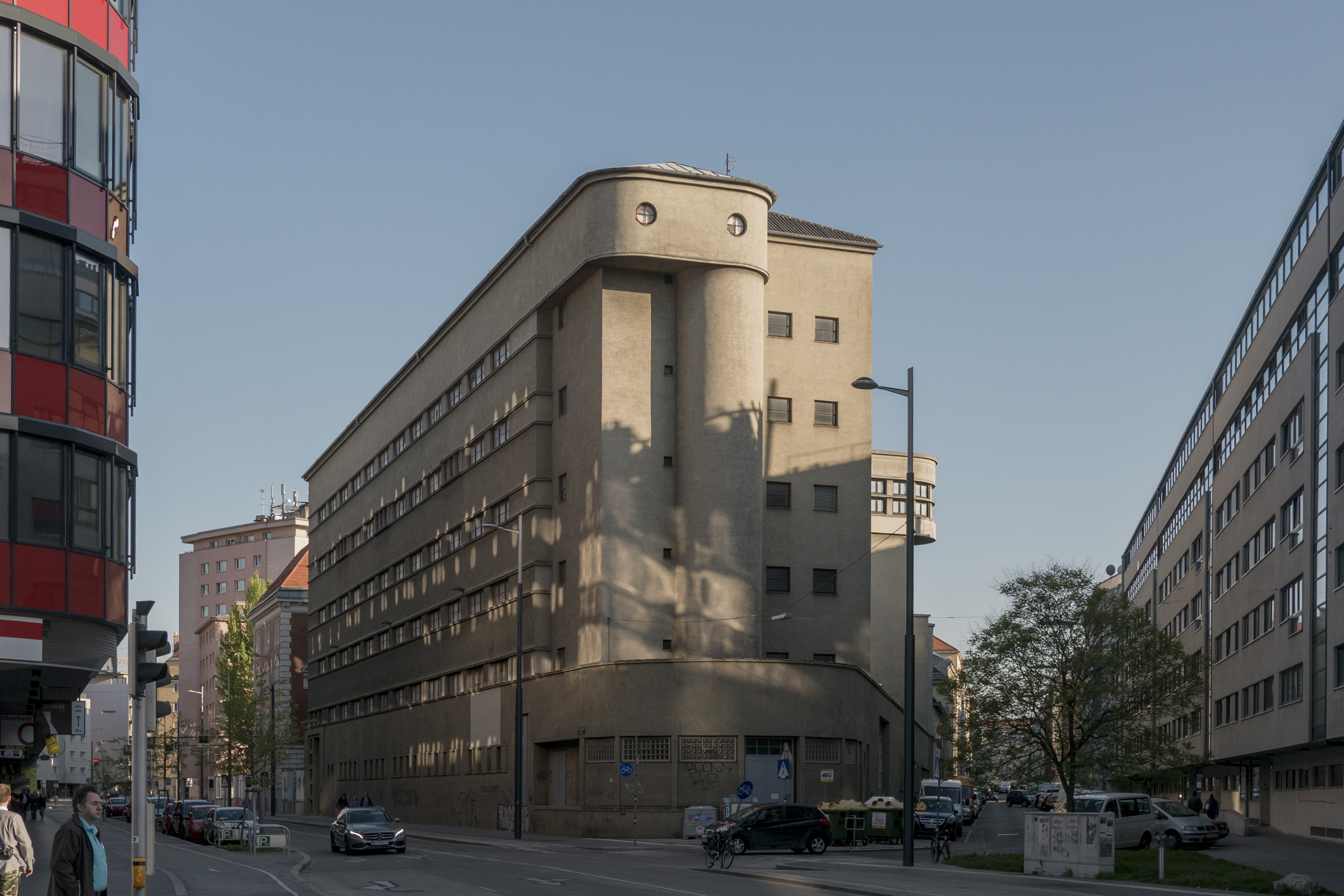
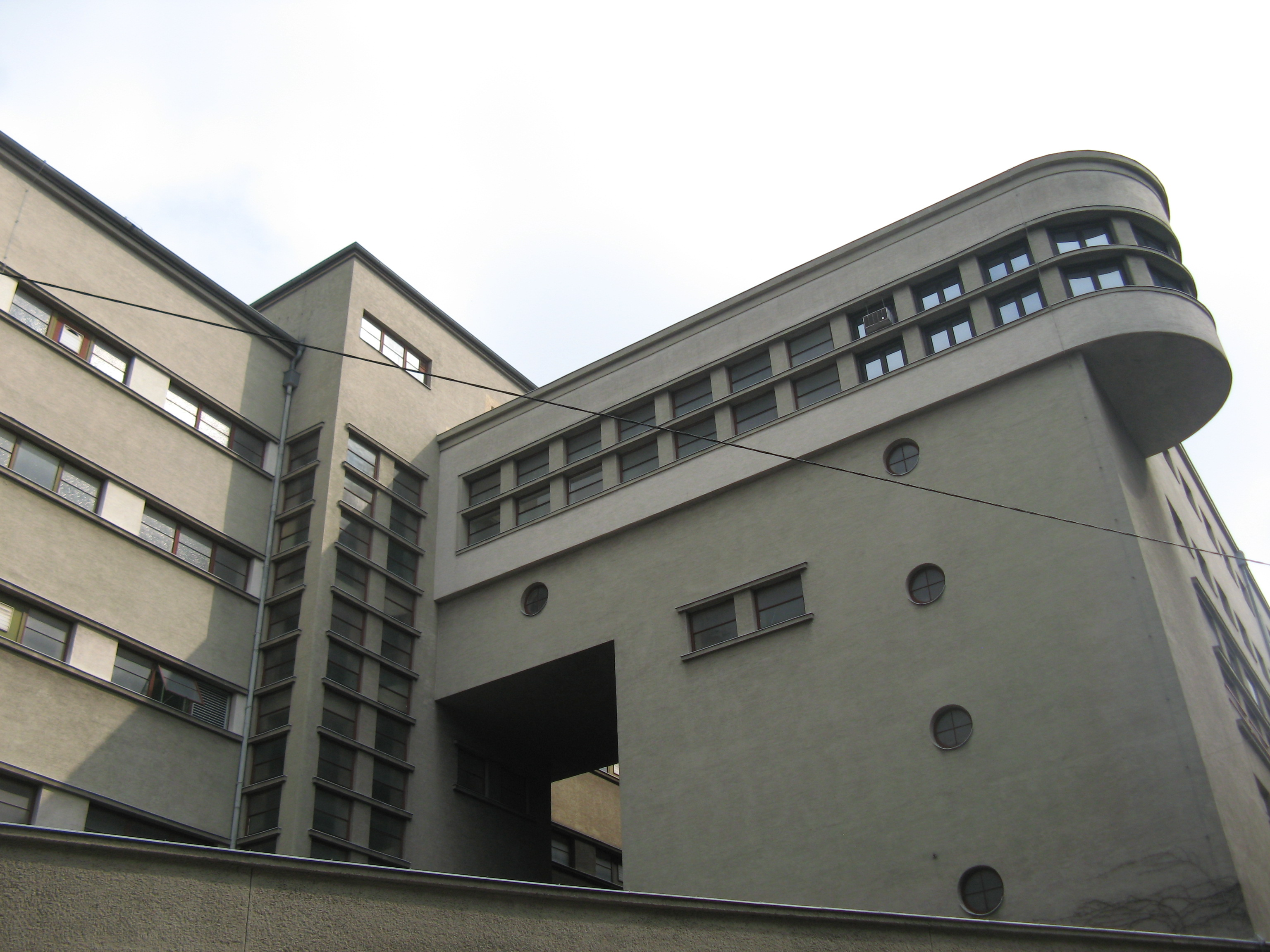
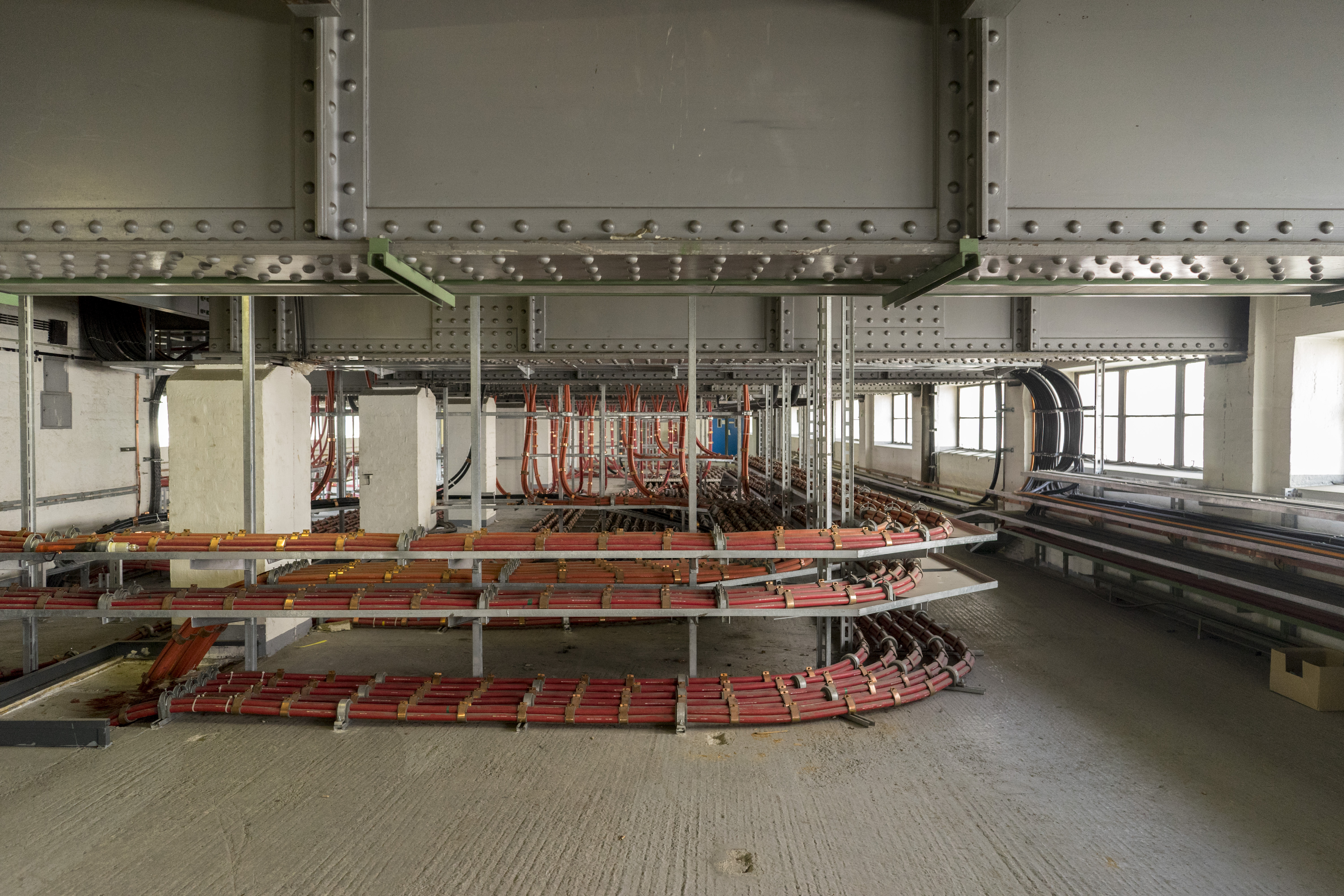
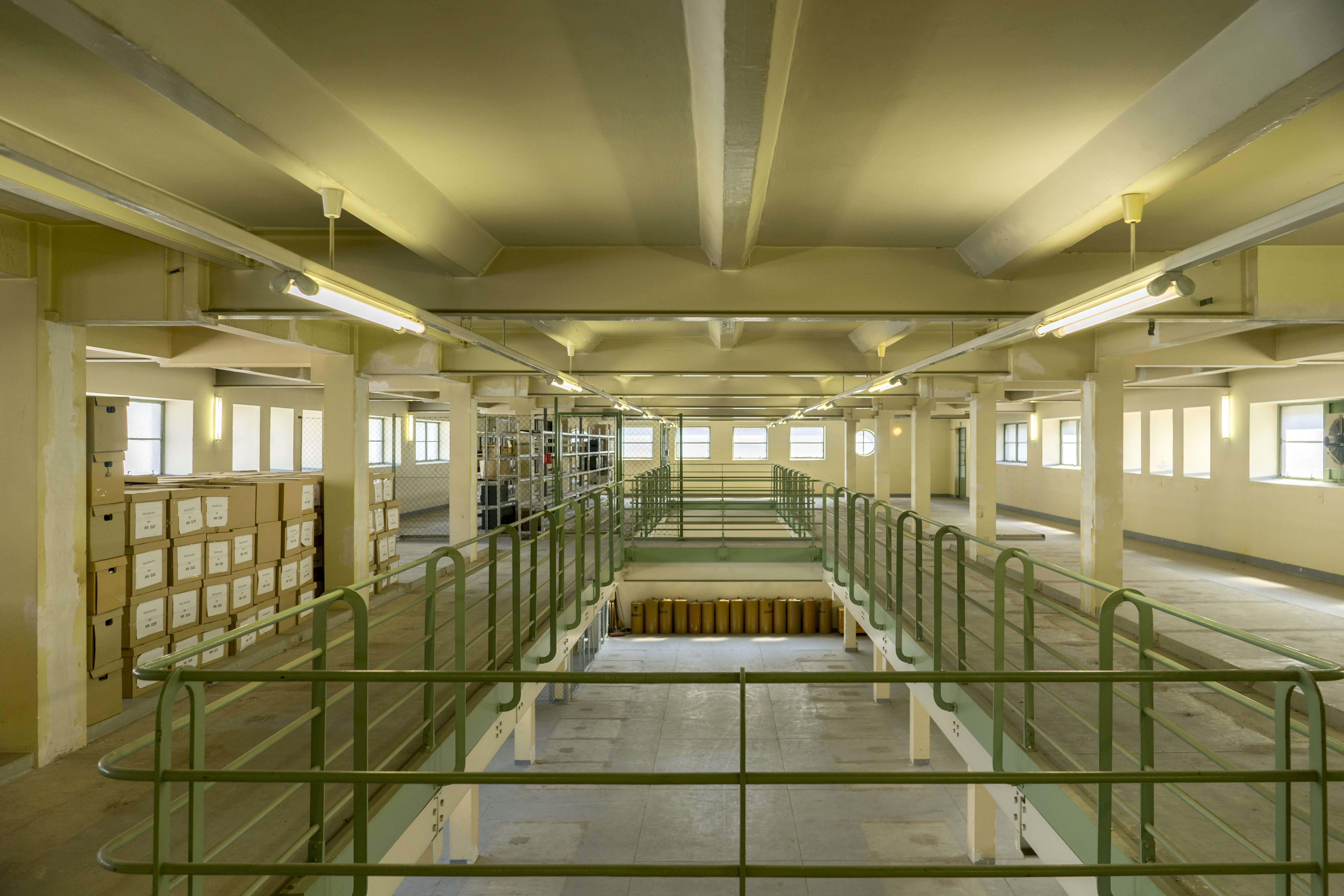
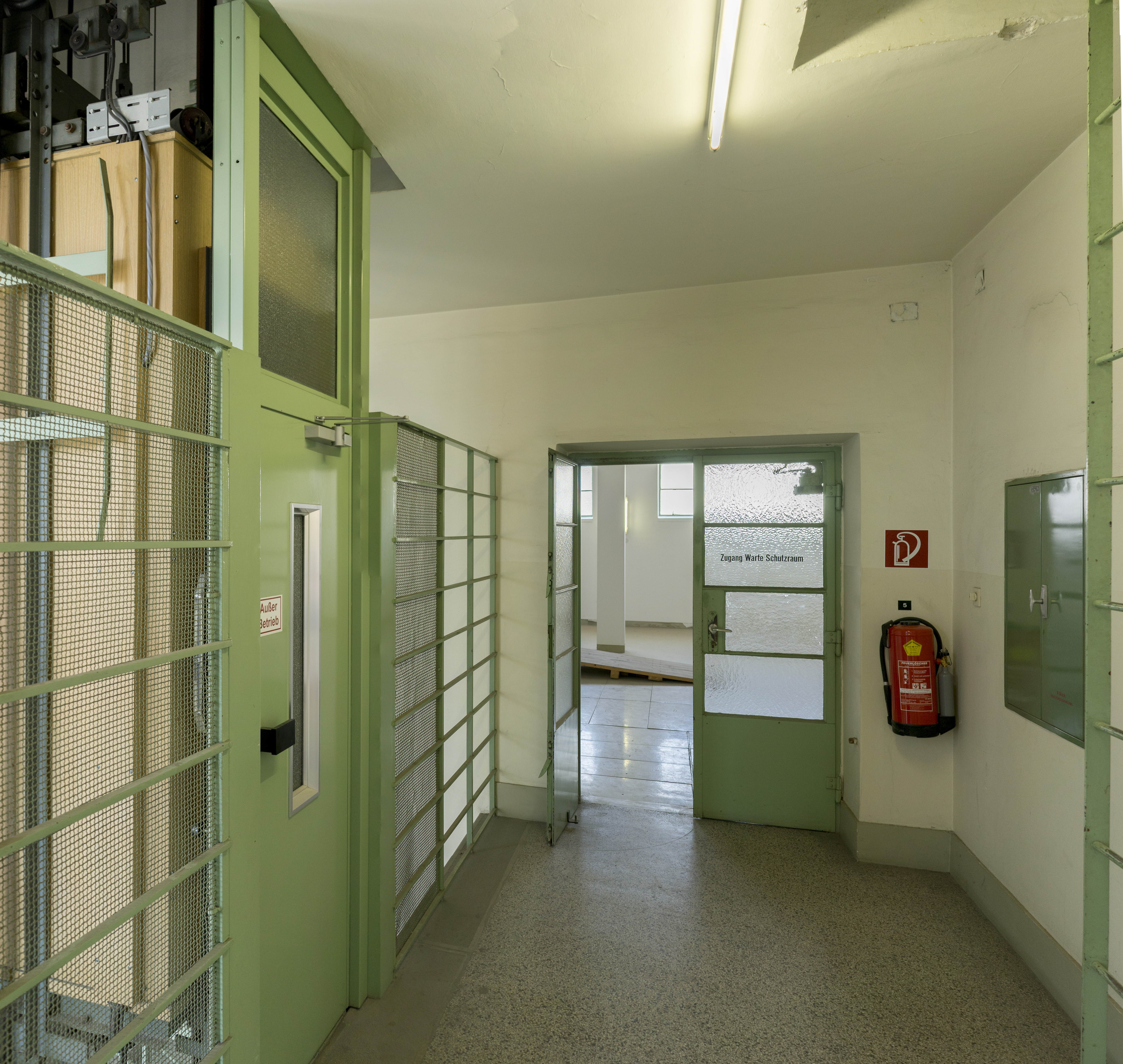

### Nr. 13: Bundesfinanzakademie
Die Bundesfinanzakademie ist als zentrale Bildungseinrichtung gemeinsam mit der Personalentwicklungsabteilung des Bundesministeriums für Finanzen für Bildungsaktivitäten im Ressort zuständig. Die Bundesfinanzakademie ist auf Basis eines MoU mit der OECD örtlicher Sitz eines Multilateral Training Centres und damit Ausrichter internationaler Seminare der OECD. 

### Nr. 14: Hauptfeuerwache Favoriten
Auf dem Gelände des aufgelassenen Gaswerks Favoriten wurde 1909 vom Wiener Stadtbauamt die Hauptfeuerwache Favoriten errichtet. Nach Zerstörungen durch Bombentreffer im Zweiten Weltkrieg steht von den historischen Gebäuden heute nur mehr das ehemalige Wohngebäude für die Angehörigen der Wiener Berufsfeuerwehr, das nach dem Krieg wiederhergestellt wurde. Der viergeschoßige Sichtziegelbau besitzt Putzdekor. Es sind Reliefs mit Feuerwehremblemen und das Wiener Wappen zu sehen. Im Hof befindet sich der reliefgeschmückte Sockel Feuerwehr im Wandel der Zeiten einer Uhr von Wander Bertoni aus dem Jahr 1951.
Nach der Feuerwache kreuzt die Sonnwendgasse den neuen Straßenzug Landgutgasse (Altbestand) / Alfred-Adler-Straße (neu). Gegenüber der bestehenden Raaber-Bahn-Gasse, die von der Sonnwendgasse abzweigt, befindet sich die neue Wally-Veigl-Gasse. Gegenüber der Keplergasse wird die Hackergasse verlaufen, gegenüber der Ordengasse die Antonie-Alt-Gasse.

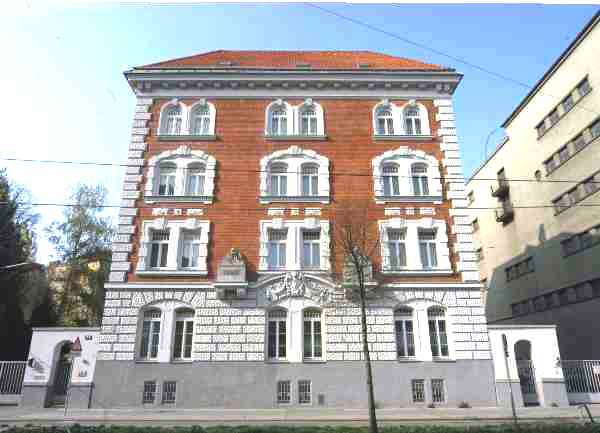
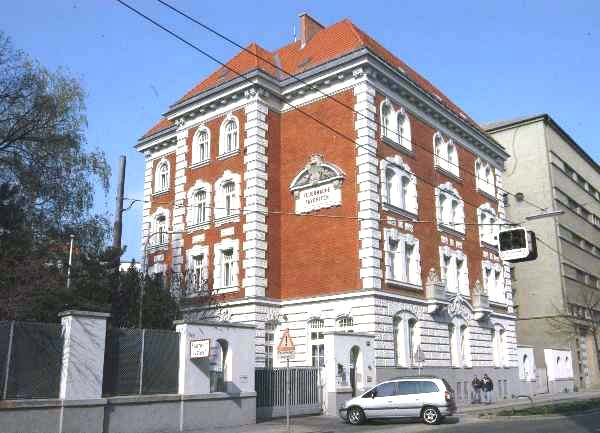
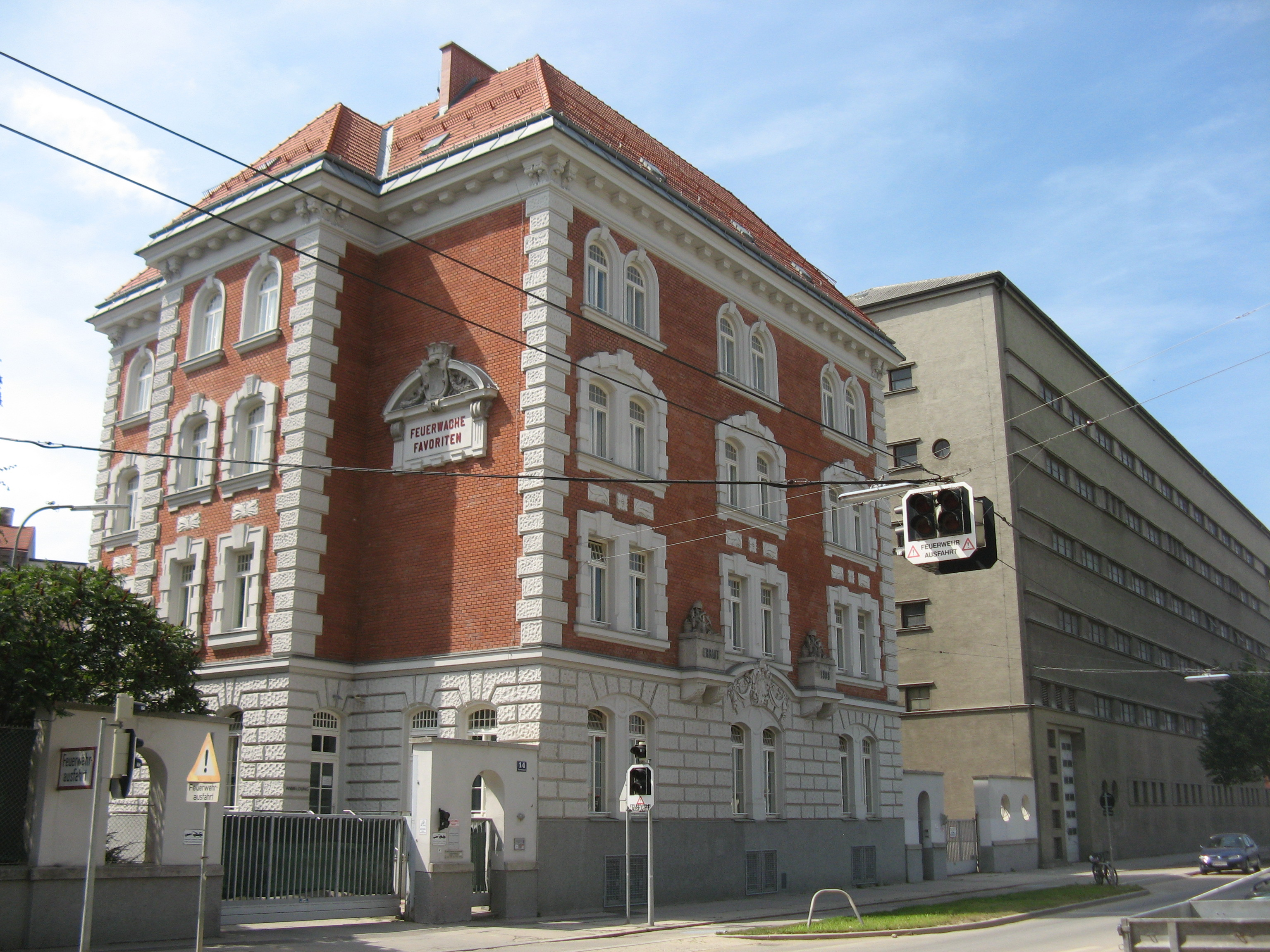
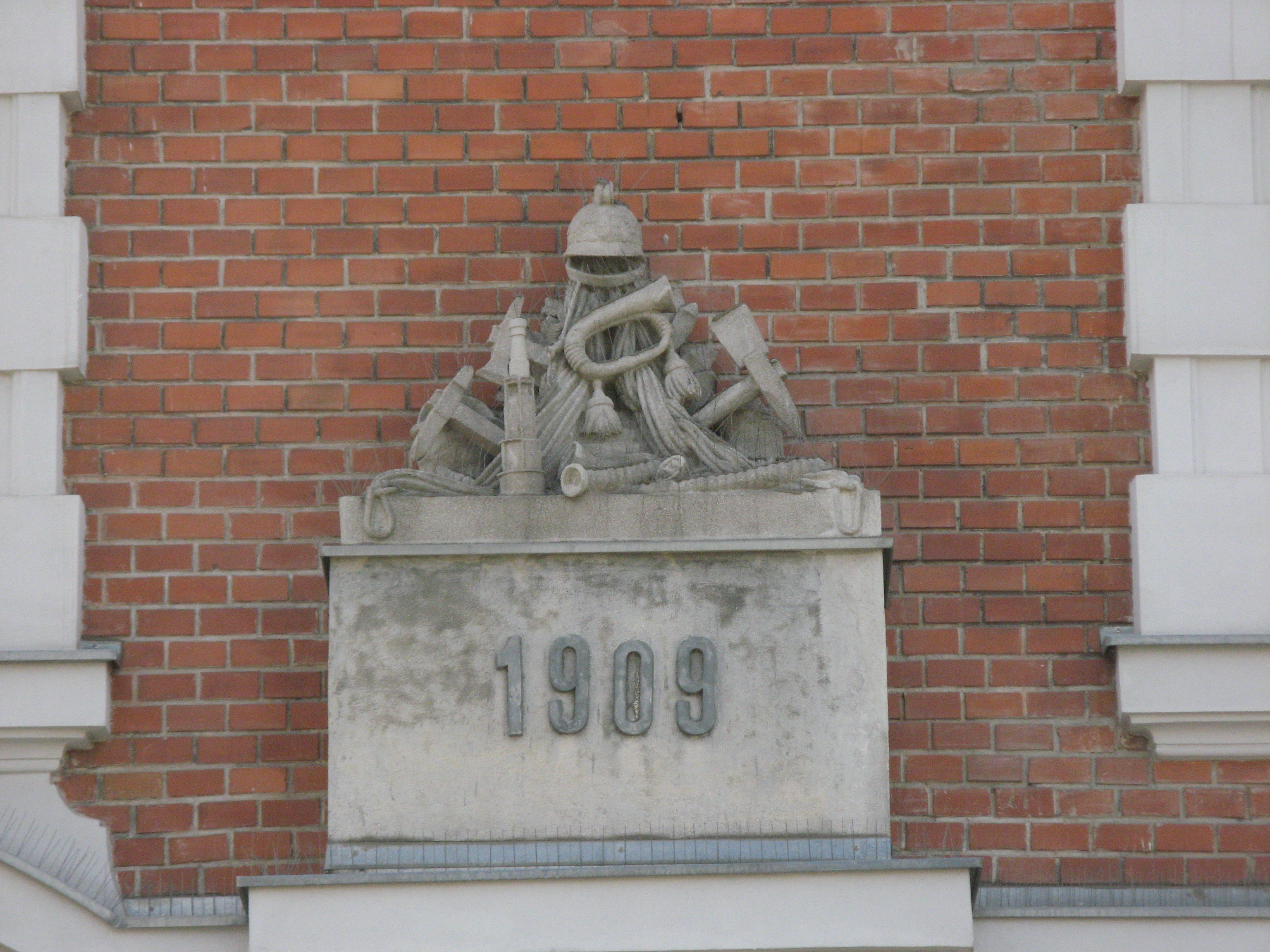

### Nr. 24: Ernst-Kirchweger-Hof
In den Jahren 1979–1981 entstand diese städtische Wohnhausanlage mit 20 Wohnungen nach Plänen von Reiner Wieden. Es handelt sich um ein siebengeschoßiges Gebäude, das an der Außenfront durch zwei polygonale farbige Erker akzentuiert ist. An der Fassade befindet sich eine Gedenktafel für Ernst Kirchweger, der 1965 beim Zusammenstoß linker und rechter Demonstranten zu Tode kam und seither als antifaschistische Symbolfigur gilt. Beim Begräbnis des einstigen kommunistischen Widerstandskämpfers waren 25.000 Menschen anwesend.

### Nr. 21–31: Teile des Sonnwendviertels
Mit ungeraden Hausnummern wurden die neuen Wohnbauten direkt an der Sonnwendgasse, im so genannten Sonnwendviertel, auf dem Geländeteil des früheren Frachtenbahnhofs südlich der in Verlängerung der Landgutgasse entstehenden Alfred-Adler-Straße versehen. Das Viertel reicht bis zum südlichen Ende der Sonnwendgasse an der Gudrunstraße 110, wo sich der Bildungscampus befindet.

### Nr. 36: Kunst am Bau
Am Wohnhaus Ecke Uhlandgasse 2 befinden sich ein Relief mit der Darstellung eines von der Sonne beschienenen nackten Mannes und zwei mit SG signierte Mosaikbilder aus dem Jahre 1966, die familiäre Badeszenen abbilden.

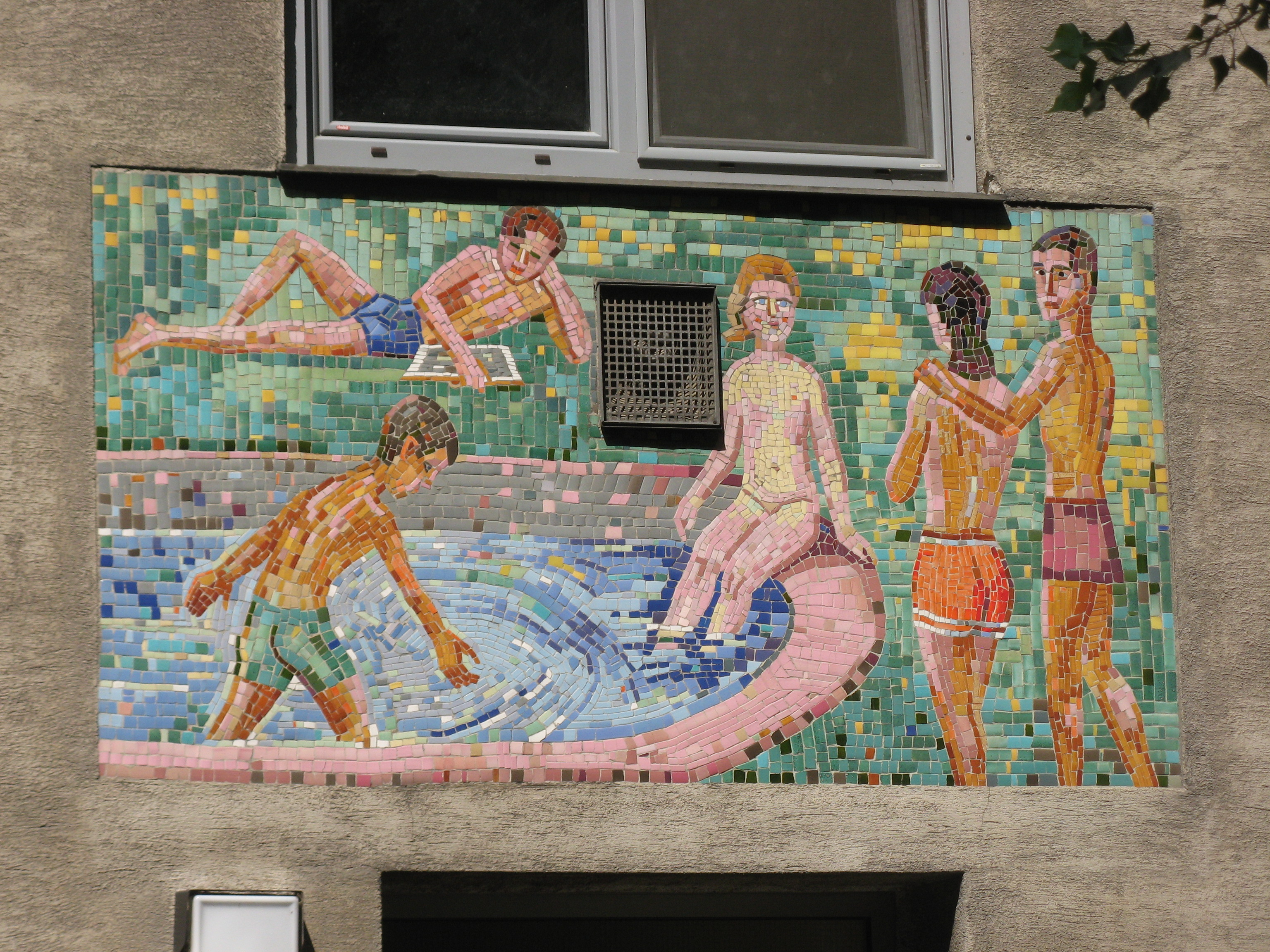
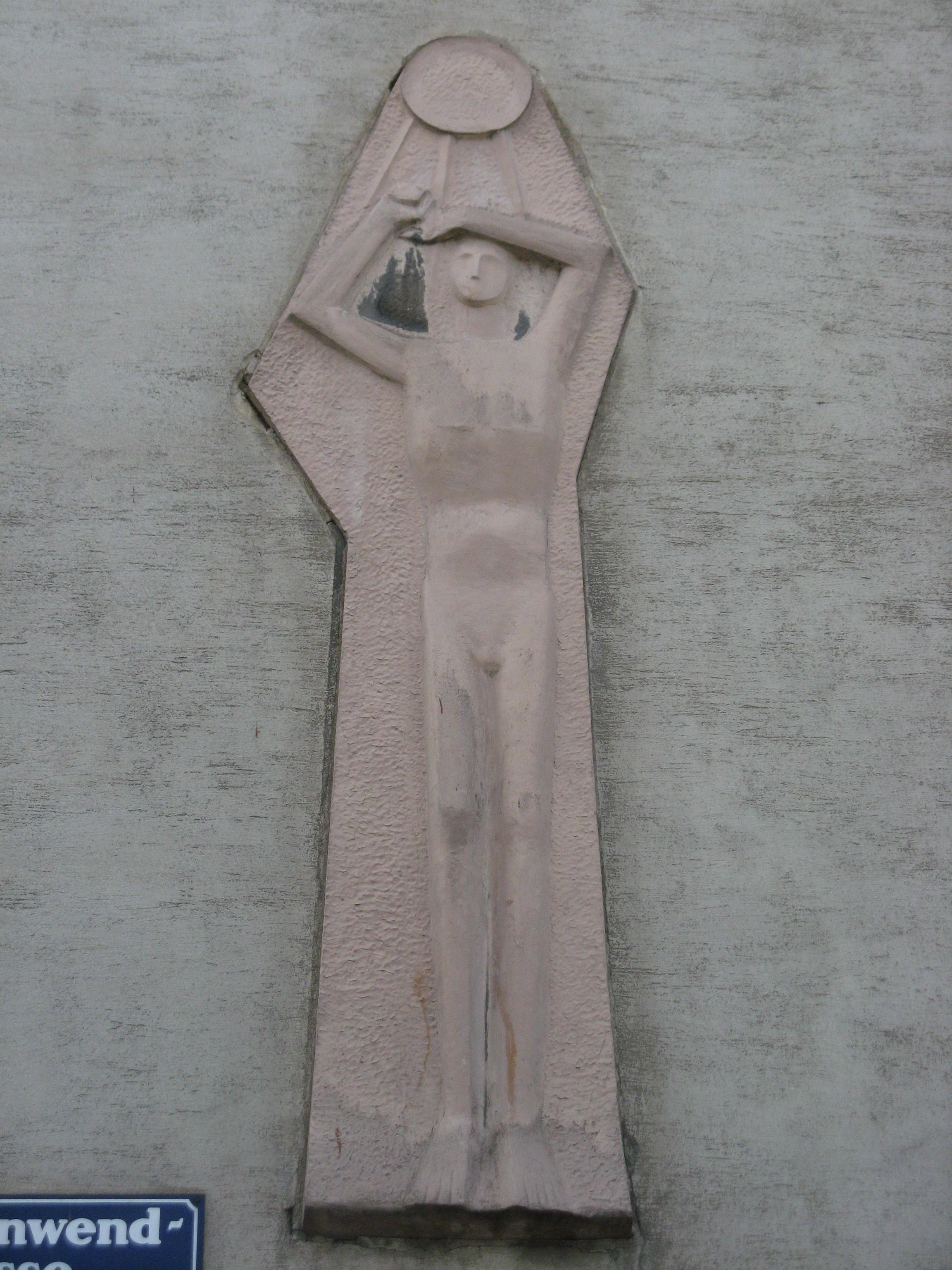
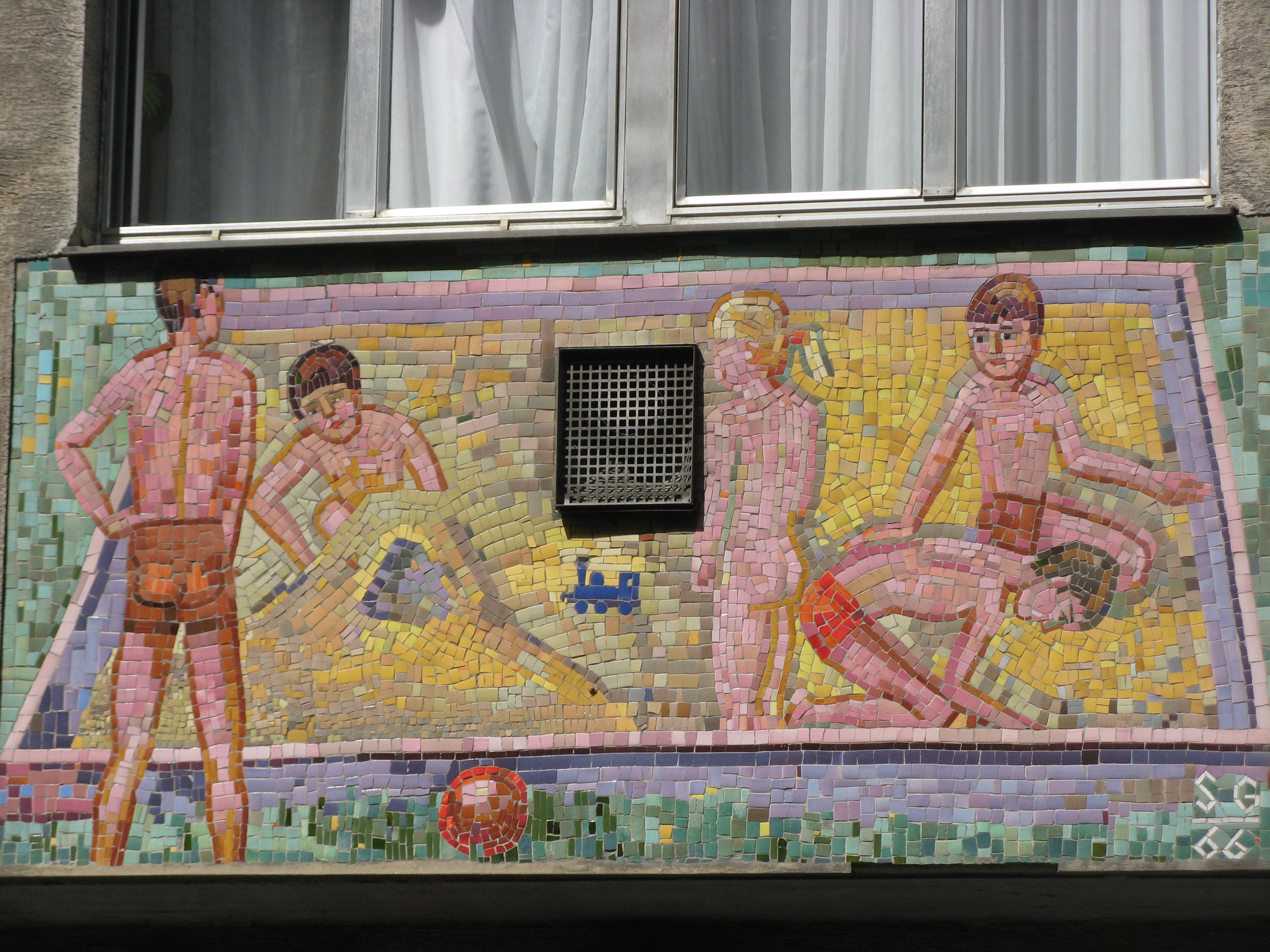